# ري أورتيز
ري أورتيز (بالإسبانية: Rey Ortiz) هو لاعب كرة قدم مكسيكي في مركز الوسط، ولد في 6 يناير 1997 في أكابولكو في المكسيك. لعب مع شارلوت إندبنتنس.

## وصلات خارجية
- ري أورتيز على موقع الدوري الأمريكي (الإنجليزية)
- ري أورتيز على موقع قاعدة بيانات كرة القدم.إي يو (الإنجليزية)